# St. Maria (Zendscheid)

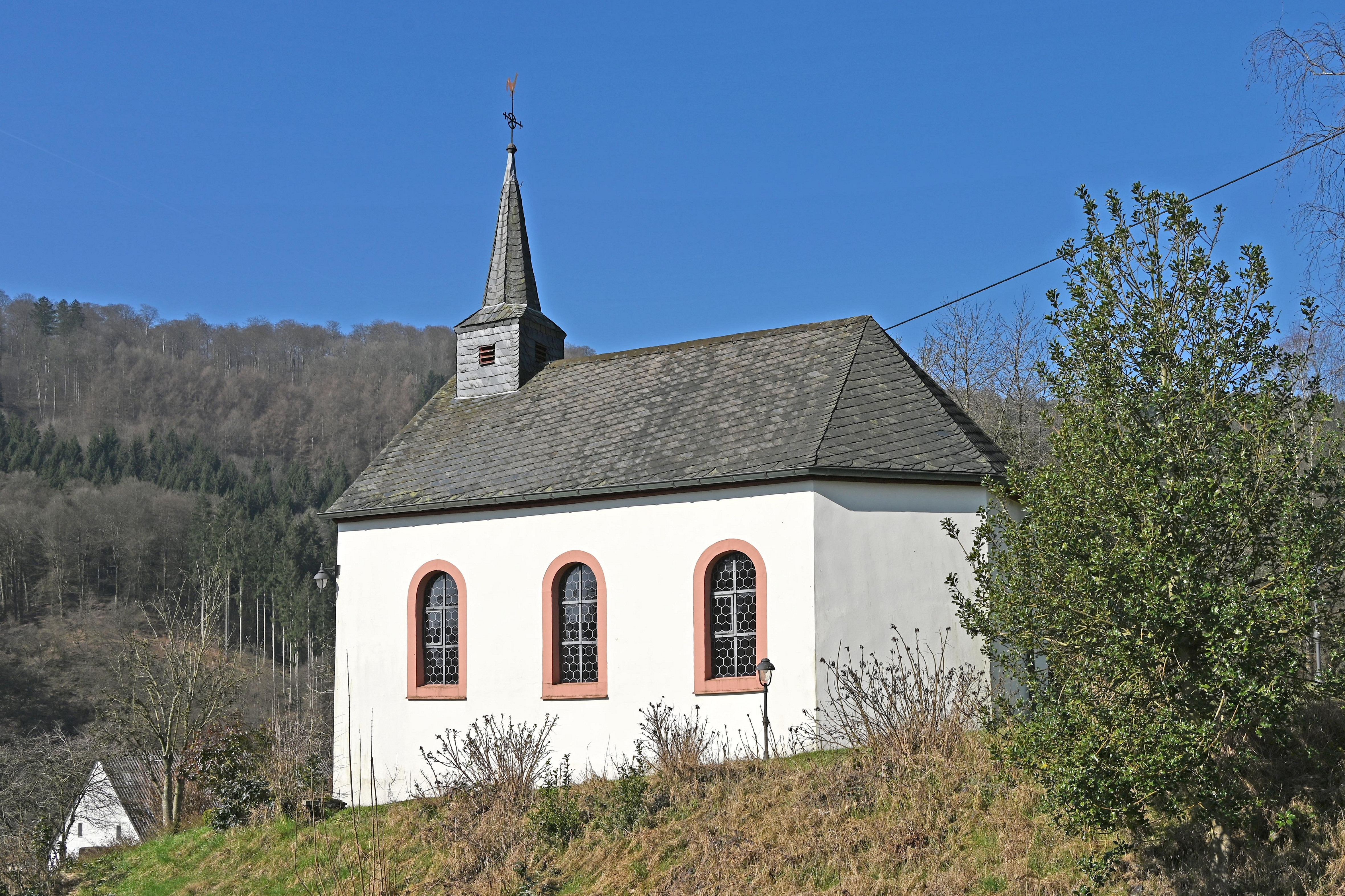
Filialkirche St. Maria von Osten

Die Kirche St. Maria ist die römisch-katholische Filialkirche von Zendscheid im Eifelkreis Bitburg-Prüm in Rheinland-Pfalz. Die Kapelle gehört zur Pfarrei Gerolsteiner Land im Bistum Trier.

## Geschichte
Die Kapelle wurde 1887 auf Grund eines privaten Gelöbnisses gebaut und 1899 feierlich der Jungfrau Maria geweiht. Es handelt sich um einen neubarocken Saalbau (mit Dachreiter, Flachdecke und sechs großen Fenstern) von 14 × 6 Metern. Der Chor weist nach Norden.

## Ausstattung

St. Maria (Zendscheid)
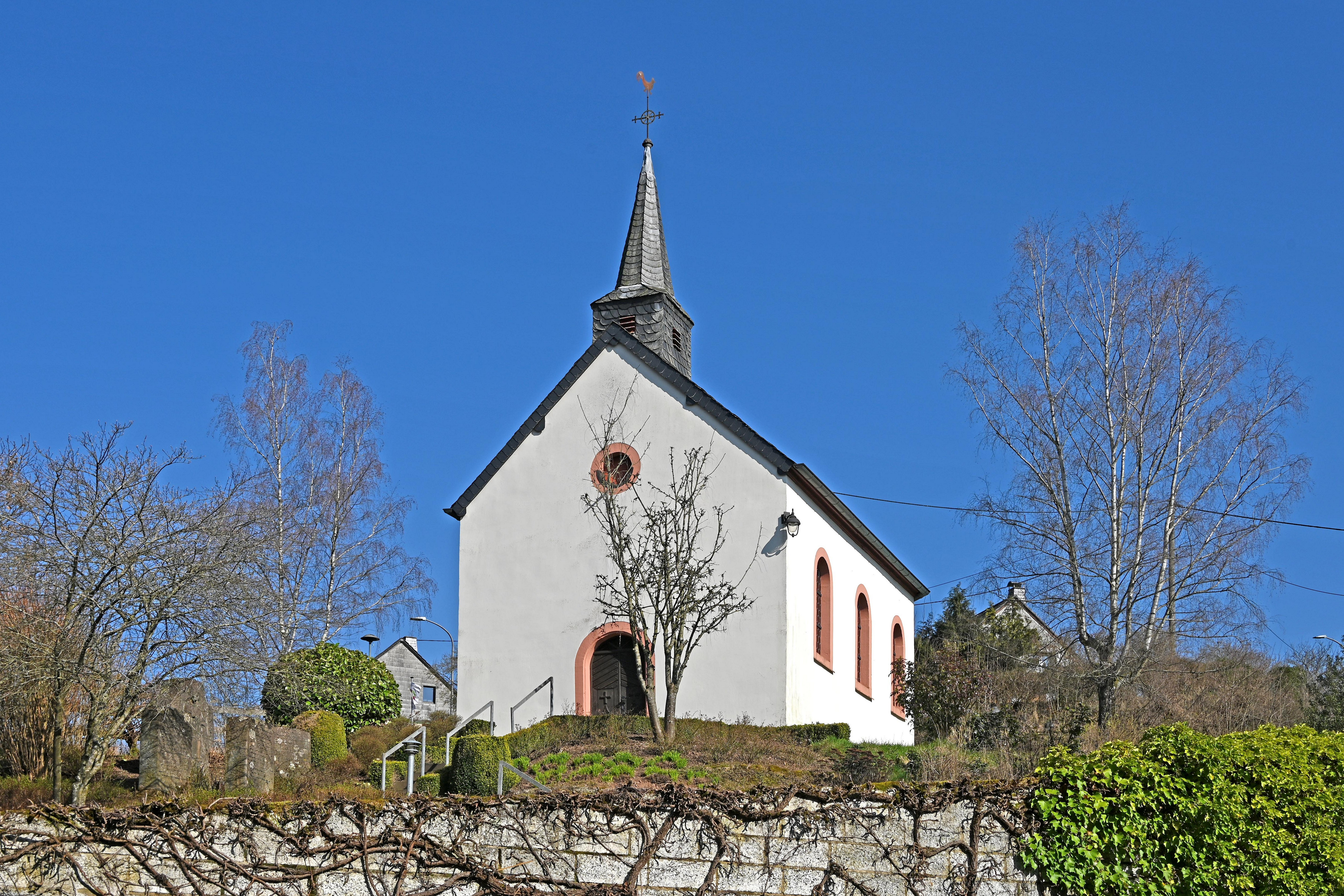
Westseite
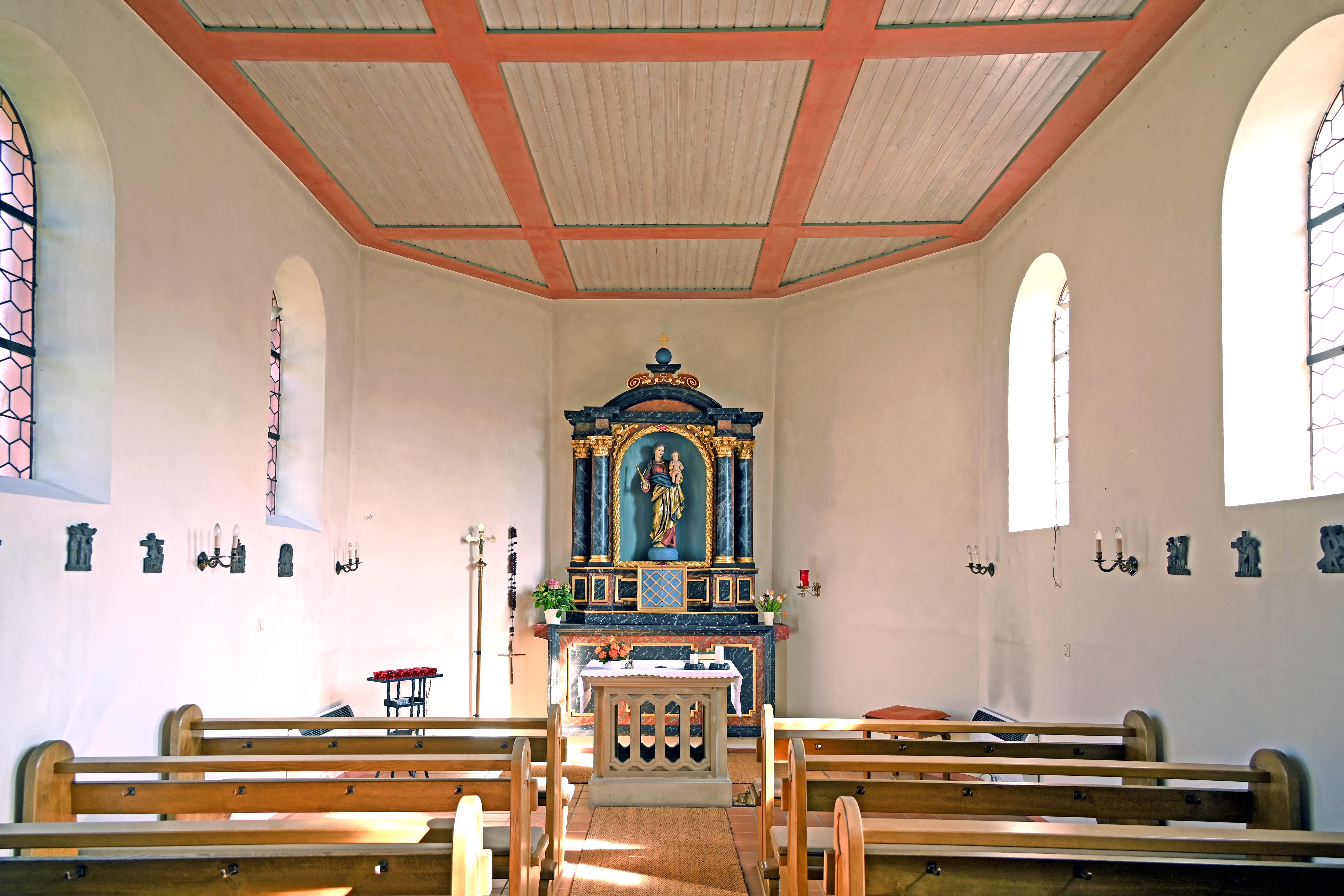
Innenraum
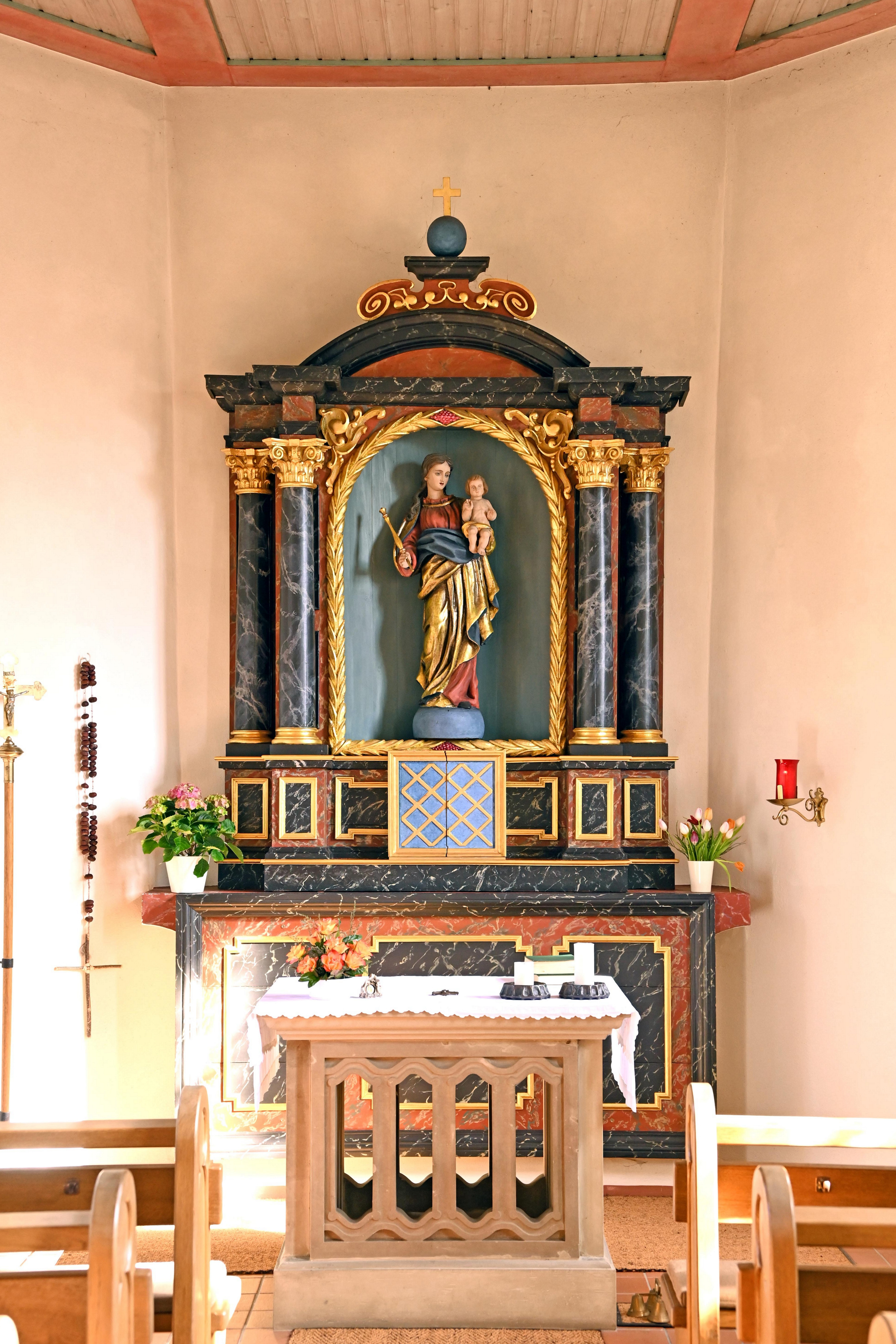
Altar
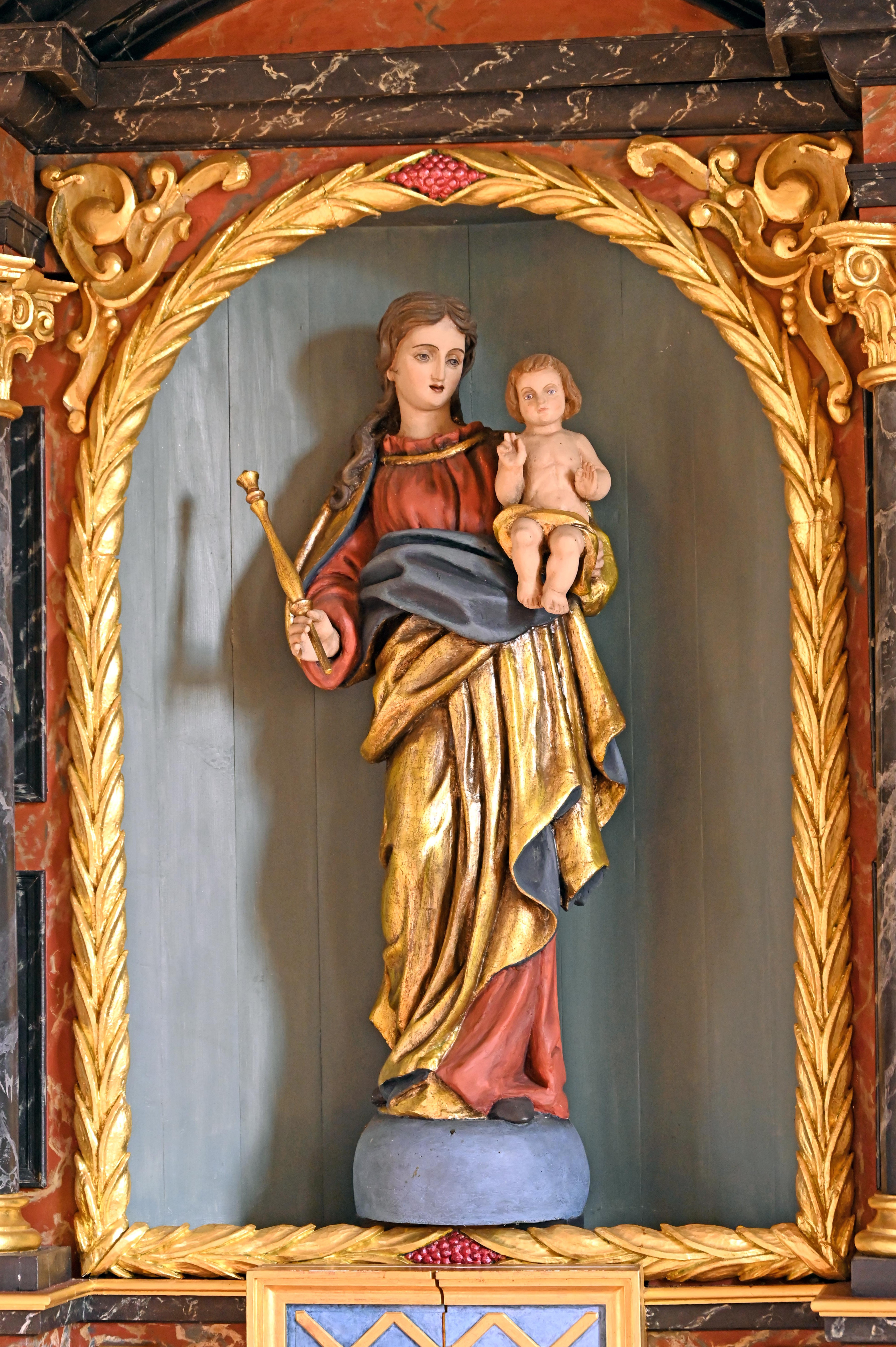
Marienstatue
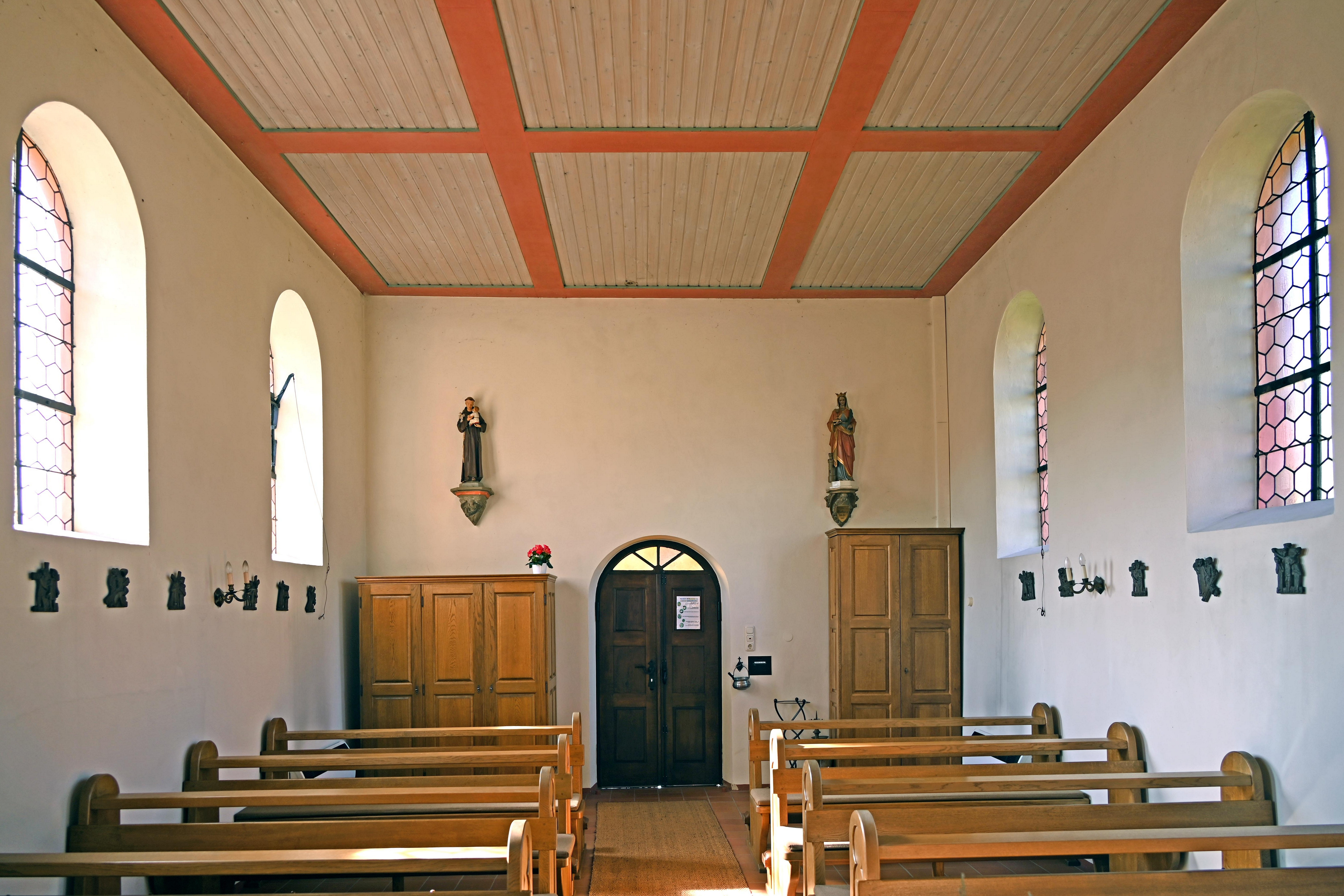
Blick zum Portal

Prunkstück des Säulenaltars ist eine Madonnenfigur aus der Zeit um 1500. Auf dem linken Arm hält Maria das spärlich bekleidete segnende Jesuskind, in der rechten Hand ein Zepter.